# Potentilla deorum
Potentilla deorum är en rosväxtart som beskrevs av Pierre Edmond Boissier och Heldr.. Potentilla deorum ingår i Fingerörtssläktet som ingår i familjen rosväxter. Inga underarter finns listade i Catalogue of Life.